# Fenilalanin
Fenilalanin (Phe, F) je esencijalna aminokiselina kemijske formule 
HO2CCH(NH2)CH2C6H5 (2-Amino-3-fenil-propionska kiselina). Molekula fenilalanina je nepolarna i hidrofobna.
Životinje ne mogu sintetizirati, već je unose u tijelo prehranom. Spoj nastaje u biljkama i raznim mikroorganizmima.
Fenilketonurija je nasljedni metabolički poremećaj nemogućnosti metaboliziranja fenilalanina.